# Communauté de communes du Centre Médoc
Pour les articles homonymes, voir Médoc (homonymie).
La communauté de communes du Centre Médoc est un ancien établissement public de coopération intercommunale (EPCI) français, situé dans le département de la Gironde, en région Nouvelle-Aquitaine, dans le Médoc.

## Historique
Elle fusionne avec la communauté de communes Cœur du Médoc pour former la communauté de communes Médoc Cœur de Presqu'île au 1er janvier 2017.

## Composition

Carte des communes.

La communauté de communes du Centre Médoc était composée des huit communes suivantes :
| Nom                         | Code Insee | Gentilé          | Superficie (km2) | Population (dernière pop. légale) | Densité (hab./km2) |
| --------------------------- | ---------- | ---------------- | ---------------- | --------------------------------- | ------------------ |
| Saint-Laurent-Médoc (siège) | 33424      | Saint-Laurentais | 136,55           | 4 517 (2014)                      | 33                 |
| Cissac-Médoc                | 33125      | Cissacais        | 23,62            | 1 997 (2014)                      | 85                 |
| Pauillac                    | 33314      | Pauillacais      | 22,74            | 4 924 (2014)                      | 217                |
| Saint-Estèphe               | 33395      | Stéphanois       | 23,54            | 1 642 (2014)                      | 70                 |
| Saint-Julien-Beychevelle    | 33423      | Beychevellois    | 16,30            | 621 (2014)                        | 38                 |
| Saint-Sauveur               | 33471      | Salvadoriens     | 21,89            | 1 309 (2014)                      | 60                 |
| Saint-Seurin-de-Cadourne    | 33476      | Saint-Seurinois  | 15,77            | 708 (2014)                        | 45                 |
| Vertheuil                   | 33545      | Vertheuillais    | 21,94            | 1 272 (2014)                      | 58                 |

## Démographie
| 2011   | 2012   | 2013   |
| ------ | ------ | ------ |
| 16 696 | 16 780 | 16 901 |

## Administration
L'administration de l'intercommunalité repose, à compter du renouvellement général des conseils municipaux de mars 2014, sur 26 délégués titulaires, à raison de huit délégués pour Pauillac, sept pour Saint-Laurent-Médoc, trois pour Cissac-Médoc, deux pour chacune des communes de Saint-Estèphe, Saint-Sauveur et Vertheuil et un pour chacune des communes de Saint-Seurin-de-Cadourne et de Saint-Julien-Beychevelle.
| Période                                  | Période    | Identité          | Étiquette | Qualité                              |
| ---------------------------------------- | ---------- | ----------------- | --------- | ------------------------------------ |
| 2008                                     | avril 2014 | Sébastien Hournau | PS        | Maire de Pauillac (2001-2014)        |
| avril 2014                               | En cours   | Jean-Marie Féron  | DVD       | Maire de Saint-Laurent-Médoc (2008-) |
| Les données manquantes sont à compléter. |            |                   |           |                                      |

Le président est assisté de sept vice-présidents :
- Florent Fatin, maire de Pauillac, chargé de la commission économique et développement,
- Michelle Saintout, maire de Saint-Estèphe, chargée de la commission enfance et jeunesse,
- Jean Mincoy, maire de Cissac-Médoc, chargé de la commission aménagement de l'espace/logement/urbanisme,
- Serge  Raynaud, maire de Saint-Sauveur, chargé de la commission culture/vie associative/sport,
- Rémi Jarris, maire de Vertheuil, chargé de la commission tourisme,
- Lucien Bressan, maire de Saint-Julien-Beychevelle, chargé de la commission finances/moyens/ressources humaines,
- Gérard Roi, maire de Saint-Seurin-de-Cadourne, chargé de la commission voirie/travaux.

## Compétences

Ancien logo de l'intercommunalité jusqu'en janvier 2016.

Informations extraites de la page de la communauté de communes sur le site de la commune de Saint-Estèphe :

### Compétences obligatoires
- Le Développement Economique
- L’aménagement de l’espace communautaire
  - Trois Zones d’Activités (ZA) : Cissac, Pauillac, Saint-Laurent-Médoc
  - UN Pôle d’activités
  - Location de salles
  - Des aides financières pour les entrepreneurs du territoire
  - Gestion et entretien des circuits et sentiers de randonnées
  - Création, entretien et gestion des pistes cyclables
  - Mise en place d’un Système d’Information Géographique (SIG)
  - Contrôle de l’assainissement non collectif (Service Public d’Assainissement Non Collectif : SPANC)
- La collecte, l’élimination et la valorisation des déchets ménagers et déchets assimilés
- La voirie
- Le logement et le cadre de vie

### Compétences facultatives
- L’environnement, perspective d’instaurer une charte environnementale ayant pour objectif : 
  - La qualité et la sauvegarde du paysage rural communautaire remarquable
  - La requalification paysagères des zones d’activités
- La culture
- L’action sociale et scolaire
  - Accueils périscolaires
  - Éducation à la sécurité routière, Lutte et prévention de la délinquance (CISPD, Conseil Intercommunal de Sécurité et de la Prévention de la Délinquance)
- Les équipements sportifs
- L’enfance et la jeunesse
- L’aménagement numérique du territoire communautaire